# Dado Topić
Adolf "Dado" Topić (nacido el 4 de septiembre de 1949 en una aldea cerca de Nova Gradiška, Croacia) es un cantante que representó a Croacia en el Festival de la Canción de Eurovisión 2007, junto con la banda Dragonfly. Es uno de los músicos de rock más populares de Croacia y la ex Yugoslavia. 
Fue el cantante principal de Time. Topić ha cantado en Etnofest Neum dos veces: en 1997 con "Na te mislim" y en 2008 con "Nema prodaje".

## Discografía
- 1979 - Neosedlani
- 1980 - Šaputanje na jastuku
- 2001 - Otok u moru tišine
- 2004 - Apsolutno sve